# احمدآباد (درگزین)
احمدآباد، روستایی در دهستان درگزین سفلی بخش مرکزی شهرستان درگزین در استان همدان ایران است.

## جمعیت
بر پایه سرشماری عمومی نفوس و مسکن در سال ۱۳۹۵، جمعیت این روستا برابر با ۱۸۱ نفر (۵۱ خانوار) بوده‌است.